# レス・ザン
レス・ザン（"Less Than"）はアメリカ合衆国のインダストリアル・ロックバンドナイン・インチ・ネイルズの楽曲であり、EP『アッド・ヴァイオレンス』に収録されている。
2017年7月13日に発表された本楽曲のミュージックビデオは、「政府が国民からデータを得るために利用した」業務用ゲーム機・Polybiusの都市伝説を基にしている。
2017年10月の時点で、本楽曲はビルボードの Mainstream Rock Songsで最高10位を記録した。

## 背景
本楽曲は2017年7月13日に、EP『アッド・ヴァイオレンス』のリードトラックとして発表された。
同日公開された本楽曲のミュージックビデオは、女性がレトロゲームで遊ぶ様子が映し出されており、歌詞はゲーム画面に表示される。ゲームのプレイ映像にはPlayStation 4用ソフト"Polybius"が用いられた。
このゲームは、「1980年代に政府が国民から個人情報を得るために利用した」とされる業務用ゲーム機・Polybiusの都市伝説が基になっており、ゲームと歌詞の内容に関連性を持たせるために採用された

## テーマ・構成
雑誌スピンは、「本楽曲における"Go and look what you’ve gone done"というリフレインは、2013年のシングル"Copy of A"における"Now look what you’ve gone and done"と類似しており、楽曲の構成や脅すようなコーラスは1990年のシングル『ヘッド・ライク・ア・ホール』と似ている」と、本楽曲とほかのナイン・インチ・ネイルズの楽曲との類似性について述べており、いずれもふさわしいものを得たとしている。
本楽曲は単純な構成のアップビートから始まり、次第に脅迫めいて試みだされるようなギターパートへと変化する仕組みがとられている。
ヘヴィメタル専門のオンライン誌Loudwireは、『プリティ・ヘイト・マシーン』時代の楽曲と比較し、「重いシンセベースや（中略）複数のギターがトレント・レズナーのボーカルの後ろで物悲しい音色をかなでている。（中略）大々的なギターのコーラスが、クリーンでキャッチーなリフを伴って前面に入り込んでいる。楽曲が進むにつれて、騒々しくて物々しい雰囲気に包まれるという構成は、器用にキャッチーな世界観を完成させた2005年のアルバム『ウィズ・ティース』に通ずるところがあり、いずれもレズナーが落ち着いた歌い方にした直後に突如音が切れるというラストを迎えている。」点が際立っているとしている。ナショナル・パブリック・ラジオは、本楽曲のリフレインはアンセム・ロックだと述べている。

## 評価
本楽曲は批評家から好意的に受け入れられた。雑誌スピンは「トレント・レズナーのファンに安心できる話題を提供した」と述べ、「2017年のナイン・ネイチ・ネイルズはこれまでよりもより凛々しく成熟する姿を期待する我々にとって最良のものとなった」と評価した。
また、他の評論家も本楽曲が『アッド・ヴァイオレンス』収録曲の中で最も素晴らしいと評価している。

## 演奏者
- トレント・レズナー – ボーカル
- Atticus Ross – パフォーマンス
- Sharlotte Gibson – 追加ボーカル
- Allison Iraheta – 追加ボーカル

## チャート
| チャート (2017)                    | 最高位 |
| ---------------------------------- | ------ |
| US Alternative Airplay (Billboard) | 22     |
| US Mainstream Rock (Billboard)     | 10     |
| US Rock Airplay (Billboard)        | 21     |